# Canton de Cayenne Nord-Est

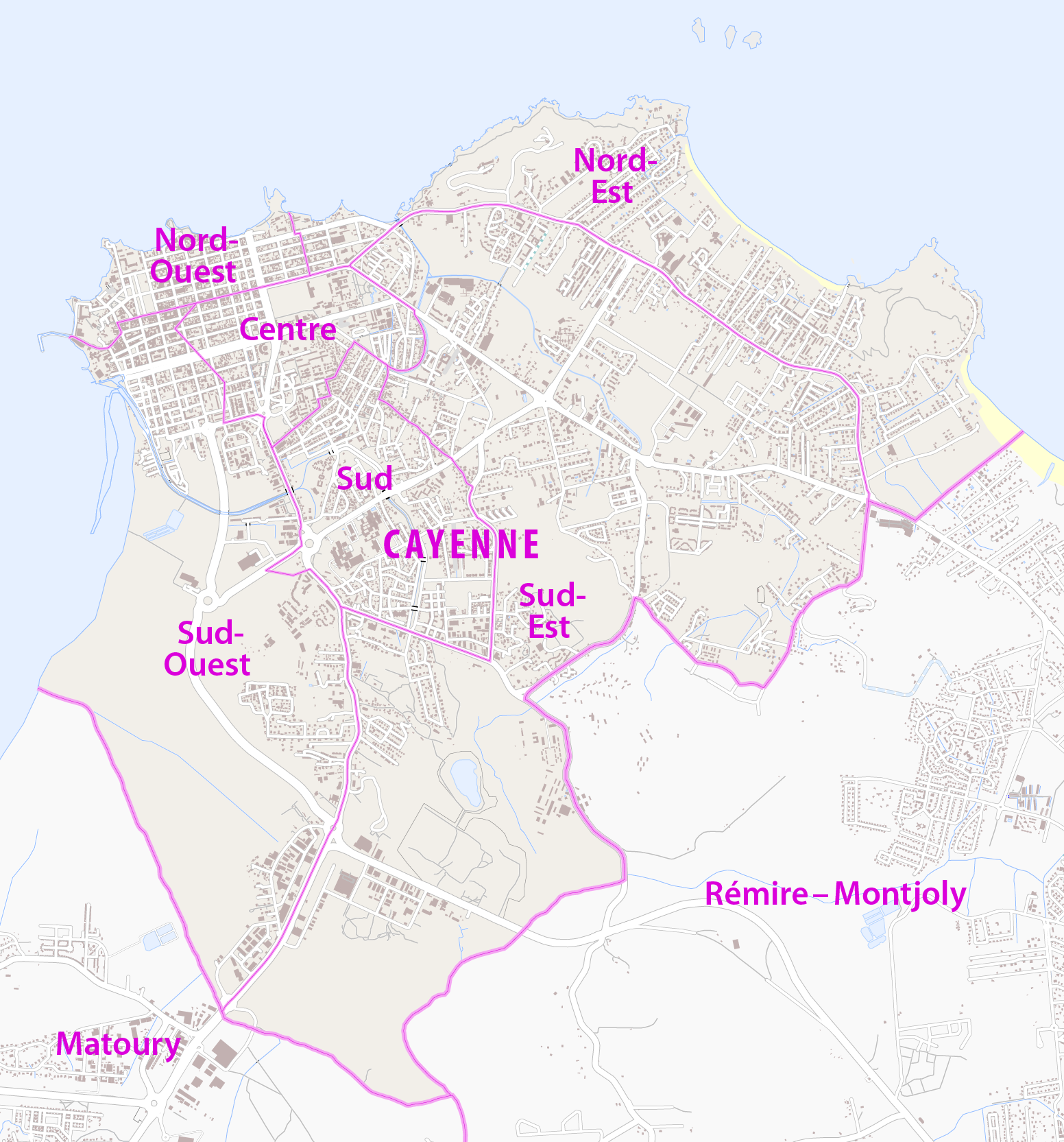

Le canton de Cayenne Nord-Est est une ancienne division administrative française, située dans le département de la Guyane, dans l'arrondissement de Cayenne.

## Présentation
Il comprend une partie de la commune de Cayenne
Quartiers de Cayenne inclus dans le canton :
- Chaton
- Montabo
- Zéphir
- Bourda
- Suzini

## Administration
| Période | Période | Identité                    | Étiquette    | Qualité |
| ------- | ------- | --------------------------- | ------------ | --- |
| 1964    | 1970    | Jules Harmois (1900-1976)   |              | Musicien Président du Conseil Général (1967-1970) |
| 1970    | 1976    | Georges Giffard (1933-2023) | DVG puis DVD | Avocat à Cayenne |
| 1976    | 1985    | Paulin Bruné                | DVD puis RPR | Chef d'entreprise Chargé de mission caisse centrale de coopération économique Député (1986-1988) Député au Parlement européen (1986)                                               |
| 1985    | 2015    | Antoine Karam               | PSG          | Professeur d'histoire Président du Conseil régional de 1992 à 2010 Conseiller municipal de Cayenne de 1977 à 2002 Suppléant du député Élie Castor (1988-1993) Sénateur (2014-2020) |